# Colpo di Stato in Bolivia del 2024
Il colpo di Stato in Bolivia del 2024 è stato un fallito golpe militare messo in atto da una parte delle Forze armate boliviane per rovesciare il presidente Luis Arce.

## Storia
Il 25 giugno, il giorno prima del tentativo di colpo di Stato, il generale Juan José Zúñiga, comandante dell'esercito, è stato sollevato dal suo incarico in relazione alle dichiarazioni rilasciate contro l'ex presidente Evo Morales e, secondo Morales, alle minacce che Zúñiga aveva presumibilmente fatto contro lo stesso Morales, il presidente del Senato, Andrónico Rodríguez, e il senatore Leonardo Loza.
Il 26 giugno 2024, Luis Arce ha inizialmente riferito di un "dispiegamento irregolare di truppe" nella capitale amministrativa boliviana di La Paz, da imputare ad un tentativo di colpo di Stato. Successivamente le truppe hanno preso d'assalto la Casa Grande del Pueblo, il palazzo presidenziale.

### Conseguenze
La sera del 26 giugno, la polizia boliviana ha arrestato Zúñiga. La procura boliviana ha annunciato che avrebbe indagato penalmente sui golpisti.
Dopo il suo arresto, Zúñiga ha affermato di aver incontrato il 23 giugno Luis Arce, che gli avrebbe ordinato di schierare carri armati nelle strade per un tentativo di auto-colpo di Stato, affermando che era necessario aumentare la sua popolarità. Dopo aver fatto queste dichiarazioni, Zúñiga è stato portato negli uffici della Forza Speciale per la Lotta al Crimine (FELCC) a La Paz. Successivamente è stato presentato alla stampa come un "criminale". Il Ministro del Governo Eduardo Del Castillo ha presentato un rapporto descrivendo gli eventi come un "colpo di Stato fallito". Arce ha anche descritto le accuse di un auto-colpo di Stato come "bugie" e ha affermato che nel tentativo di golpe erano coinvolti anche militari in pensione e personaggi della società civile.
È stato arrestato anche il vice ammiraglio Juan Arnez Salvador, ex comandante generale delle forze armate. Zúñiga e Arnez sono accusati di rivolta armata, aggressione contro il presidente, distruzione di proprietà pubblica e altri crimini.
Il 27 giugno, le autorità hanno presentato 17 persone accusate di coinvolgimento nel colpo di Stato, aggiungendo che avevano iniziato a pianificare il golpe a maggio. Uno dei sospettati, Aníbal Aguilar Gómez, un civile descritto come un "ideologo" chiave, ha negato le accuse e ha iniziato uno sciopero della fame.

## Reazioni

### Nazionali
In una dichiarazione pubblica, il presidente Arce ha chiesto che "la democrazia venga rispettata" e ha poi ringraziato il popolo boliviano per il fallimento del colpo di Stato.
Il ministro della presidenza María Nela Prada ha definito la mobilitazione di piazza un "tentativo di colpo di Stato" e ha dichiarato alla televisione locale Red Uno de Bolivia che "il popolo è in allerta per difendere la democrazia". La senatrice Virginia Velasco Condori, ministro della Giustizia sotto Evo Morales, ha parlato con i giornalisti fuori dall'Assemblea Legislativa Plurinazionale accusando Morales di essere dietro il tentativo di colpo di Stato.
Gli ex presidenti della Bolivia Jorge Quiroga e Jeanine Áñez hanno rilasciato dichiarazioni individuali opponendosi al tentativo di colpo di Stato e chiedendo agli elettori di sostituire la leadership politica del Paese nelle elezioni generali del 2025. Anche l'ex presidente Carlos Mesa e Luis Fernando Camacho, governatore del dipartimento di Santa Cruz, hanno espresso il loro ripudio al tentativo di golpe.

### Internazionali
Il segretario generale dell'Organizzazione degli Stati Americani, Luis Almagro, ha solidarizzato con il governo di Arce condannando le azioni dell'Esercito.
Capi di Stato dell'Iberoamerica come Brasile, Cile, Colombia, Costa Rica, Cuba, Guatemala, Honduras, Messico, Nicaragua, Panama, Paraguay, Perù, Uruguay e Venezuela, hanno condannato il tentativo di colpo di Stato, così come la Spagna, la Russia e l'Alto rappresentante dell'Unione per gli affari esteri e la politica di sicurezza dell'Unione Europea Josep Borrell e la presidente della Commissione europea Ursula von der Leyen.
Il governo argentino ha condannato il tentativo di golpe, con il ministro degli Affari esteri Diana Mondino che ha affermato che "i governi dovrebbero essere cambiati solo attraverso le urne, non attraverso colpi di Stato violenti" e "la democrazia non è negoziabile".
In una dichiarazione rilasciata dall'ambasciata statunitense in Bolivia, gli Stati Uniti hanno respinto ogni tentativo di rovesciare il governo eletto e hanno chiesto "il rispetto dell'ordine costituzionale e dello Stato di diritto". Un portavoce della Casa Bianca ha affermato che l’amministrazione Biden sta monitorando gli sviluppi.
L'Alto commissario delle Nazioni Unite per i diritti umani Volker Türk ha chiesto "un'indagine approfondita e imparziale sulle accuse di violenza e sulle segnalazioni di lesioni".